# Rangenhalden
Rangenhalden ist ein Weiler von Rohrdorf, einem Stadtteil von Isny im Allgäu im Landkreis Ravensburg.

## Geschichte
Bereits im Jahre 1810 wird der Weiler mit zwei Höfen genannt, 1838 lebten hier 17 Einwohner. Den Mittelpunkt bildet eine alte Linde an der Wegkreuzung nach Rengers, Rohrdorf und in Richtung Gollehof/Ratzenhofen/Isny. Mit dem Bau der Eisenbahn von Herbertingen nach Isny im Jahre 1874 entstanden hier ein Bahnwärterhäuschen und ein Bahnübergang, welche nach der Stilllegung der Strecke 1976 erhalten geblieben sind. Der zweite Hof direkt an dem Weg nach Isny wird 1921 auf einer Landkarte als Bartels genannt, dieser wurde, wie der erste Hof oberhalb am Weg nach Rohrdorf, nachdem der landwirtschaftliche Betrieb eingestellt wurde, als Wohnung ausgebaut. Rangenhalden gehörte zum Weiler Rengers und zur Gemeinde Rohrdorf, heute zur Stadt Isny. 2012 zählt der Weiler drei Häuser mit 19 Einwohnern.